# Michael Marinaro
Michael (Mike) Marinaro (Sarnia, 7 januari 1992) is een Canadees kunstschaatser die actief is als paarrijder. Marinaro en zijn partner Kirsten Moore-Towers namen in 2018 deel aan de Olympische Winterspelen in Pyeongchang, waar ze elfde werden bij de paren. Marinaro schaatste eerder met Margaret Purdy, met wie hij in 2013 de zilveren medaille won bij de WK voor junioren.

## Biografie

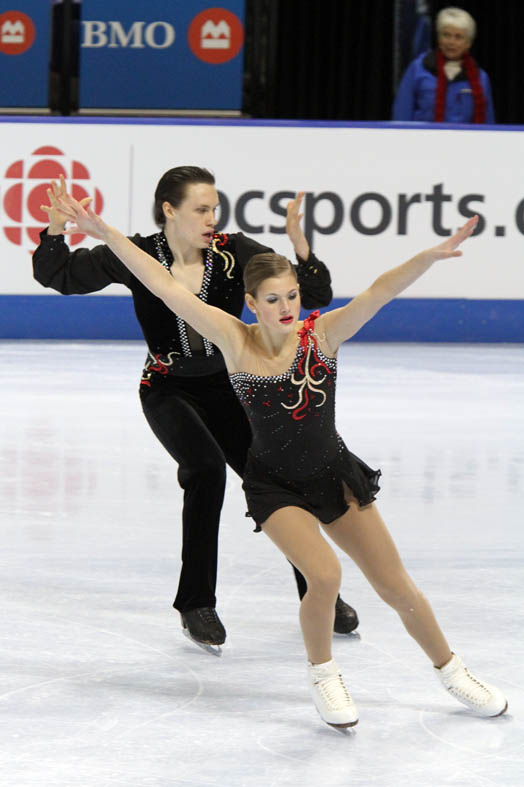
Marinaro en zijn voormalige partner Margaret Purdy (2011)

Marinaro groeide als kind op met wintersporten: zijn vader speelde ijshockey en zijn moeder was kunstschaatsster. Hij was dan ook pas twee toen hij voor het eerst op het ijs stond. Op zijn vijftiende verhuisde hij met zijn familie van Sarnia naar Strathroy-Caradoc. In het begin schaatste hij met Lindsi Disper, met wie hij in 2005 zilver won bij de NK voor de juvenile.
In mei 2007 ging hij een samenwerking aan met Margaret Purdy. Het duo bemachtigde in 2010 de nationale juniorentitel. Purdy en Marinaro hebben drie keer deelgenomen aan de WK voor junioren. Ze werden 8e in 2010, 5e in 2012 en 2e in 2013. Daarnaast namen ze deel aan de 4CK van 2014, waar ze zesde werden. In mei 2014 maakten ze bekend te stoppen.
Hij vond al gauw een nieuwe partner in Kirsten Moore-Towers. De twee zetten in maart 2015 hun trainingen voort in Montreal. Moore-Towers en Marinaro waren twee keer op de 4CK: ze werden negende in 2015 en zevende in 2017. Bij hun eerste deelname aan de WK van 2016 werden ze achtste. In 2018 kwalificeerden ze zich voor de Olympische Winterspelen in Pyeongchang. De twee werden hier elfde. In de daaropvolgende WK van 2018 vielen twee van de drie Canadese kunstschaatsparen (Julianne Séguin / Charlie Bilodeau en Camille Ruest / Andrew Wolfe) tegen in de korte kür; enkel Moore-Towers en Marinaro mochten door naar de vrije kür. Door de zesde plaats van Moore-Towers en Marinaro mogen er in 2019 op de wereldkampioenschappen toch nog twee kunstschaatsparen uit Canada meedoen.

## Belangrijke resultaten
2007-2014 met Margaret Purdy, 2014-2020 met Kirsten Moore-Towers
| Kampioenschap                                                           | 08/09 | 09/10 | 10/11 | 11/12 | 12/13  | 13/14         |               | 14/15         | 15/16         | 16/17         | 17/18         | 18/19         | 19/20         | 20/21         |
| ----------------------------------------------------------------------- | ----- | ----- | ----- | ----- | ------ | ------------- | ------------- | ------------- | ------------- | ------------- | ------------- | ------------- | ------------- | ------------- |
| Olympische Spelen                                                       |       |       |       |       |        |               |               |               |               | 11e           |               |               |               |               |
| Wereldkampioenschap                                                     |       |       |       |       |        |               |               | 8e            |               | 6e            | 7e            | *             | 6e            |               |
| Viercontinentenkampioenschap                                            |       |       |       |       |        | 6e            | 9e            |               | 7e            |               | Zilver        | Brons         | *             |               |
| Grand Prix-finale                                                       |       |       |       |       |        |               |               |               |               |               |               | 5e            |               |               |
| Nationaal kampioenschap                                                 |       |       | 9e    | 6e    | 5e     | 5e            | 4e            | 4e            | Brons         | Brons         | Goud          | Goud          |               |               |
| WK junioren                                                             |       | 8e    |       | 5e    | Zilver | geen deelname | geen deelname | geen deelname | geen deelname | geen deelname | geen deelname | geen deelname | geen deelname | geen deelname |
| Junior Grand Prix-finale                                                |       |       |       |       | 4e     | geen deelname | geen deelname | geen deelname | geen deelname | geen deelname | geen deelname | geen deelname | geen deelname | geen deelname |
| NK junioren                                                             | (*)   | Goud  |       |       |        | geen deelname | geen deelname | geen deelname | geen deelname | geen deelname | geen deelname | geen deelname | geen deelname | geen deelname |
| (*) = bij de novice / * Afgelast naar aanleiding van de coronapandemie. |       |       |       |       |        |               |               |               |               |               |               |               |               |               |